# Cristina Stamate
Cristina Stamate (n. 8 februarie 1946, București, România – d. 27 noiembrie 2017, București, România) a fost actriță română de film, radio, televiziune, scenă și voce.

## Biografie
A fost fiica actorului Cristian Stamate și a Cătălinei (n. Rusu), S-a căsătorit la vârsta de 20 de ani în 1966 cu actorul Dan Ivănescu, fiind căsătorită cu acesta timp de 11 ani, până la decesul lui în 4 martie 1977. S-a recăsătorit în 1979 cu 
Zanfir Pop, fiind căsătorită cu acesta 20 ani, până la decesul lui în 30 decembrie 1999 și după aceea cu Ticu Dumitrescu până în 2014.
În 1968 a absolvit Institutul de Artă Dramatică, clasa Al. Finți și Sanda Manu. În 1970 Cristina Stamate a urcat pentru prima dată pe scena Teatrului de Revistă „Constantin Tănase” (unde a jucat timp de aproape 50 de ani), în spectacolul jubiliar „La Grădina Cărăbuș”, realizat cu prilejul împlinirii a 90 de ani de la nașterea lui Constantin Tănase și 50 de ani de la deschiderea Grădinii Cărăbuș
„Cred că fibra mea interioară era pentru teatrul de Revistă. De aia m-am lipit așa de bine de genul ăsta. Publicul simte mai bine lucrurile și, cumva, te alege, te recunoaște. Făcusem șase ani de școală de coregrafie, dansul nu era pentru mine un mister, am ureche muzicală și pot cânta foarte bine și, în plus, eram actriță de comedie declarată din start. Aveam deci toate atuurile. Pentru mine, a fost floare la ureche să joc Revistă !”—Cristina Stamate

## Filmografie
- Grăbește-te încet (1982)
- Secretul lui Bachus (1984)

## Teatru
Teatrul de Revistă Constantin Tănase
- Arca lui Nae și Vasile
- Bufonii regelui
- Dai un ban, dar face
- Idolul femeilor
- Nimic despre papagali
- Poftă bună lui Tănase
- Revista revistelor
- Te aștept diseară pe Lipscani
- Ura... și la gară
- Vara nu-i ca iarna

Teatrul Național de Televiziune
- Evantaiul

Teatrul Național Radiofonic
- Scene din viața lumii mari
- Stăpânul tăcerii